# 야나카 (다이토구)

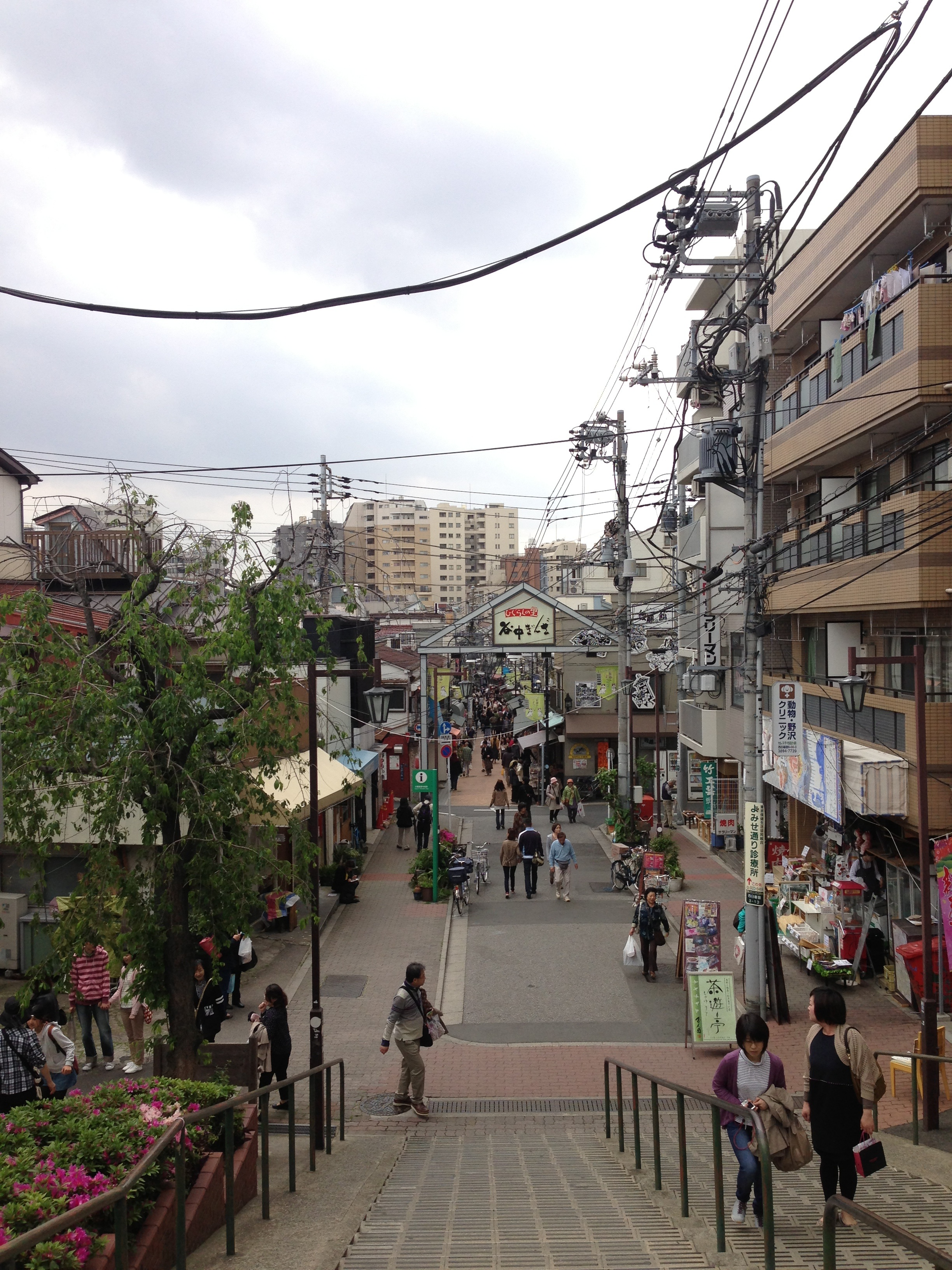
야나카 긴자 상점가

야나카(일본어: 谷中 やなか[*])는 일본의 도쿄도 다이토구에 있는 지역이다. 야나카 령원, 야나카 긴자 상점가등이있다.

## 같이 보기
- 야나카 령원
- 야나카 긴자 상점가